# Арагон (річка)
Араго́н (ісп. Aragón) — річка в Арагоні, Іспанія. Починається в Піренеях на Піко-де-Канфранк, і впадає в річку Ебро.
Початок річки знаходиться в Астуні, потім вона тече на південь через Хаку, Хасетанію, Канфранк, потім повертає на захід, де утворює Йеське водосховище, після нього Арагон несе свої води на південний захід і впадає в Ебро, поблизу Мілагро. Притоки: Вераль, Еска, Іраті (поблизу Сангуеси), Арга.